# Îlot de Castillo
L' Îlot de Castillo, (en espagnol Islote del Castillo  et en galicien Illote do Cestelo), est situé dans l'embouchure de la rivière Oitavén et fait partie de la commune  galicienne de Ponte Sampaio, Pontevedra, en Espagne.

## Description
L'îlot est situé à quelques mètres de la côte, il est donc possible, à marée basse, de l'atteindre par voie terrestre, dans une zone de haut-fond boueux fréquemment utilisée pour la récolte de coquillages.
il est inhabité et ne présente aucune trace de construction à l'exception d'une croix et d'une statue, toutes deux du XXe siècle. La végétation est la même que celle de la côte galicienne, c'est-à-dire principalement des arbustes, des pins et des eucalyptus.
Sur cet îlot se trouvait une petite fortification, le château de San Payo de Luto. D'apparence circulaire, au point le plus élevé de l'îlot on peut voir une structure quadrangulaire qui pourrait être formée par les fondations de l'ancien château.
Au XVIIe siècle, le père Sarmiento a théorisé sur l'île, suggérant la possibilité d'une petite construction défensive pour protéger Ponte Sampaio.

## Galerie

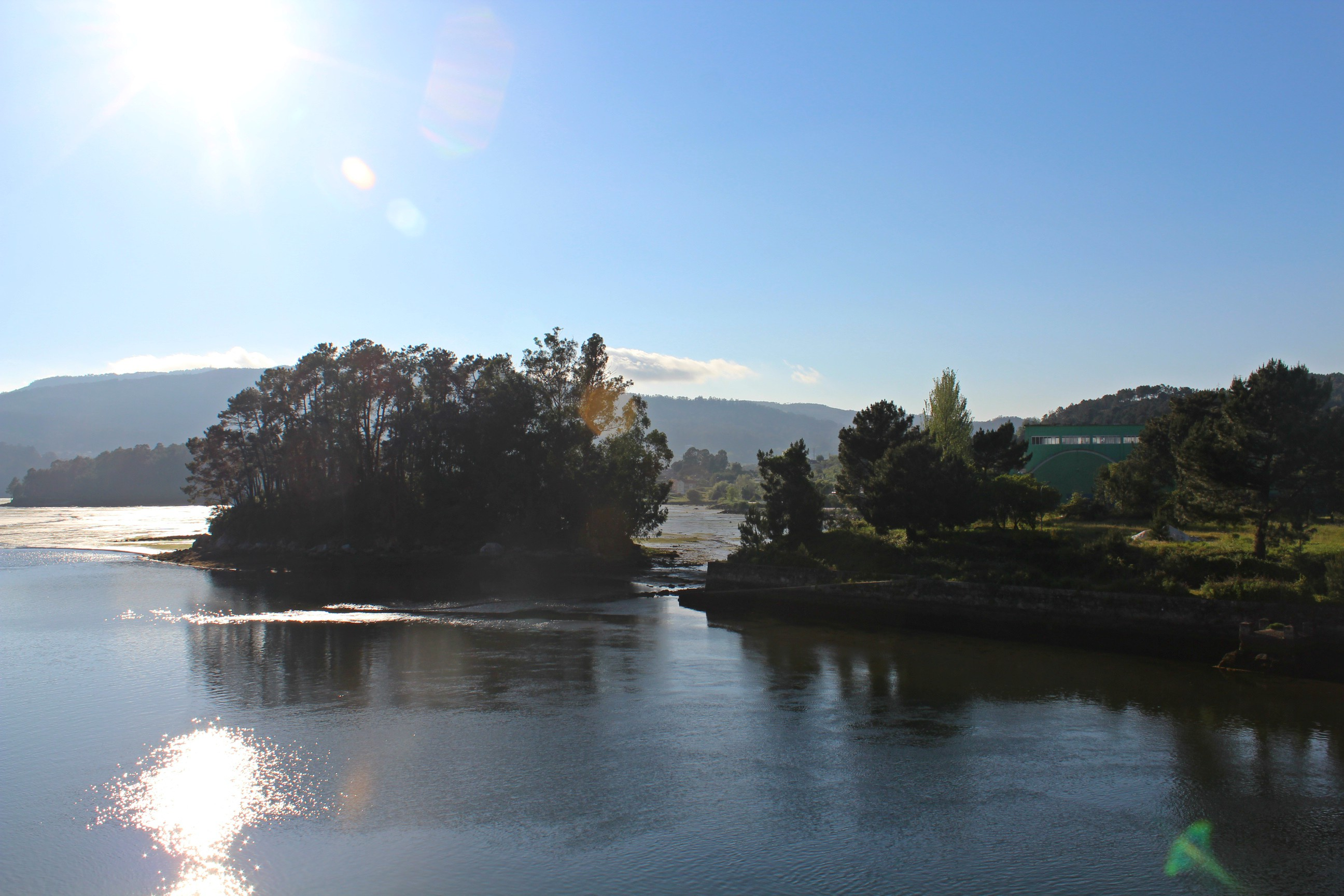
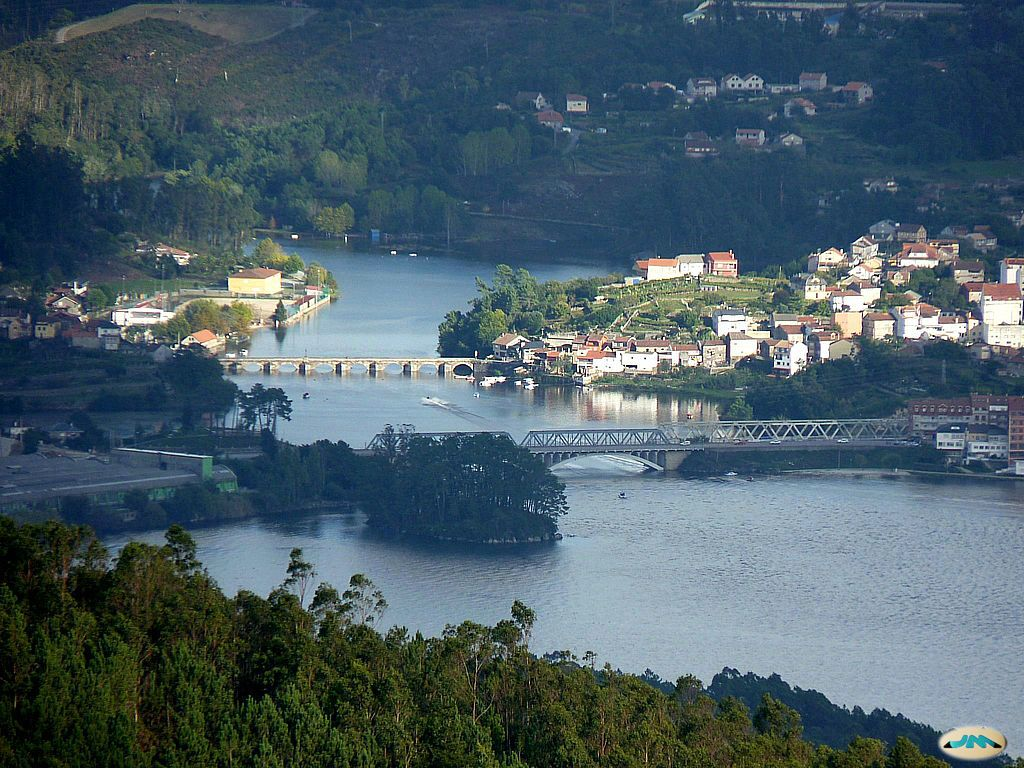
Ponte Sampaio